# Кошелева, Виктория Леонидовна
Виктория Леонидовна Кошелева (род. в 1989 году, в Москве) — российская художница.

## Биография
Родилась 9 мая 1989 года в Москве (Россия, СССР). Живёт и работает и Париже.
Окончила МГАХИ им. Сурикова факультет монументально-декоративной живописи в мастерской Лубенникова И.Л. и Максимова Е. Н. бывших студентов Дейнеки А. А.
В 2013—2014 годах училась в Нью-Йорке в Parsons the new school, и с 2014 была приглашена в резиденцию Cité Internationale des Arts в Париже.
C 2014 года живёт и работает во Франции. В 2015 посещала «Свободные мастерские» при ММСИ (мастерская Дарьи Камышниковой).
C 2016 года сотрудничает с фондом Владимира Смирнова и Константина Сорокина.
Член союза художников России и Москвы, Maison des Artistes, France, член международной ассоциации художников ЮНЕСКО.

## Групповые выставки
- 2021 — «Сырое и приготовленное» Российский этнографический музей, Санкт-Петербург.
- 2016 — «Атлас». Фонд Владимира Смирнова и Константина Сорокина, Москва[2].
- 2015 — «Пересечение параллелей». Новая Третьяковка, Москва[3].

## Персональные избранные выставки
- 2021 — «Terra». Fabula Gallery, Москва[4].
- 2021 — «Фантомный поцелуй». Триумф, Москва
- 2019 — «По волнам». Arttube, Казань.
- 2017 — «Visions». Триумф, Москва.
- 2016 — «Атлас». Фонд Владимира Смирнова и Константина Сорокина, Москва.

## Восприятие
По мнению редактора SRSLY Алисы Меликян, если бы стиль героини Кошелевой «можно было описать рецептом, то мы бы, наверное, разложили его так:
Джеймс Энсор как основной ингредиент + полтора стакана Дали + щепотка Франтишека Купки + секретный сложно идентифицируемый компонент».
Журнал TimeOut оценивает Кошелеву как наследницу «фигуративной живописи в духе Фрэнсиса Бэкона и Нео Рауха». По его мнению, «Кошелева исследует феномен памяти через собственные воспоминания, калейдоскопические, нечёткие и оттого — ценные».
Теоретик искусства и художественный критик Юлия Тихомирова, говоря о выставке Кошелевой «Terra», отмечает, что «её миры, если их можно так называть, не имеют текстового фундамента, мы не знаем, что с ними будет (и будет ли?) когда мы отвернёмся или упустим какую-нибудь деталь. Даже на индексальном уровне схожий с Медгерменевтовским колобком символ — ухмыляющаяся Луна — не ускользает, не имеет потенции к изменению, движению. Это замкнутые фигуры с кругообразным нефтяным движением внутри статичного контура».